# Liao-jang
Liao-jang (čínsky 辽阳, pchin-jinem Liáoyáng) je městská prefektura v Čínské lidové republice, kde patří k provincii Liao-ning. Celá prefektura má rozlohu 4 710 čtverečních kilometrů a v roce 2020 v ní žilo přes jeden a půl milionu obyvatel.

## Administrativní členění
Městská prefektura Liao-jang se člení na sedm celků okresní úrovně, a sice pět městských obvodů, jeden městský okres a jeden okres.
| Paj-tcha Wen-šeng Chung-wej Kung-čchang-ling Tchaj-c’-che okres · Liao-jang ※ ※ městský okres · Teng-tcha |          |                       |                    |                                  |
| Název | Název    | Počet obyvatel (2020) | Rozloha km² (2020) | Hustota zalidnění (obyv. na km²) |
| český přepis                                                                                              | znaky    | Počet obyvatel (2020) | Rozloha km² (2020) | Hustota zalidnění (obyv. na km²) |
| Městské obvody                                                                                            |          |                       |                    |                                  |
| Paj-tcha                                                                                                  | 白塔区   | 359 401               | 30                 | 12 138                           |
| Wen-šeng                                                                                                  | 文圣区   | 160 466               | 287                | 559                              |
| Chung-wej                                                                                                 | 宏伟区   | 142 491               | 164                | 868                              |
| Kung-čchang-ling                                                                                          | 弓长岭区 | 80 870                | 340                | 238                              |
| Tchaj-c’-che                                                                                              | 太子河区 | 134 604               | 279                | 482                              |
| Městský okres                                                                                             |          |                       |                    |                                  |
| Teng-tcha                                                                                                 | 灯塔市   | 354 617               | 1 167              | 304                              |
| Okres |          |                       |                    |                                  |
| Liao-jang                                                                                                 | 辽阳县   | 372 131               | 2 443              | 152                              |
| |          |                       |                    |                                  |
| Celkem | Celkem   | 1 604 580             | 4 710              | 341                              |